# Quận Newton, Texas
Quận Newton (tiếng Anh: Newton County) là một quận trong tiểu bang Texas, Hoa Kỳ. Quận lỵ đóng ở thành phố Newton. Theo kết quả điều tra dân số năm  2000 của Cục điều tra dân số Hoa Kỳ, quận có dân số 15.072 người. Theo Cục điều tra dân số Hoa Kỳ, quận có tổng diện tích 940 dặm vuông (2.433 km ²), trong đó, 933 dặm vuông (2.416 km ²) là đất và 7 dặm vuông (17 km ²) của nó (0,73%) là mặt nước.

## Thành phố và thị trấn
- Biloxi
- Bon Wier
- Burkeville
- Deweyville
- Newton
- Princeton
- South Toledo Bend
- Trotti
- Wiergate

## Thông tin nhân khẩu
Theo điều tra dân số 2 năm 2000, đã có 15.072 người, 5.583 hộ, và 4.092 gia đình sống trong quận. Mật độ dân số là 16 người cho mỗi dặm vuông (6/km ²). Có 7.331 đơn vị nhà ở với mật độ trung bình là 8 cho mỗi dặm vuông (3/km ²). Cơ cấu dân tộc tại quận Newton gồm có 75,84% người da trắng, 20,69% da đen hay Mỹ gốc Phi, 0,63% người Mỹ bản xứ, 0,27% người châu Á, Thái Bình Dương 0,03%, 1,56% từ các chủng tộc khác, và 0,98% từ hai hoặc nhiều chủng tộc. 3,79% dân số là người Hispanic hay Latino thuộc chủng tộc nào.
Có 5.583 hộ, trong đó 32,30% có trẻ em dưới 18 tuổi sống chung với họ, 58,10% là các cặp vợ chồng sống với nhau, 11,50% có chủ hộ là nữ không có mặt chồng, và 26,70% là không lập gia đình. 24,10% của tất cả các hộ gia đình đã được tạo thành từ các cá nhân và 10,50% có người sống một mình 65 tuổi trở lên đã được người. Bình quân mỗi hộ là 2,59 và cỡ gia đình trung bình là 3,07.
Trong quận, độ tuổi dân số đã được trải ra với 26,20% ở độ tuổi dưới 18, 9,00% 18-24, 26,60% 25-44, 24,10% 45-64, và 14,20% người 65 tuổi trở lên. Tuổi trung bình là 37 năm. Cứ mỗi 100 nữ có 104,10 nam giới. Cứ mỗi 100 nữ 18 tuổi trở lên, đã có 102,80 nam giới.
Thu nhập trung bình cho một hộ gia đình trong quận đã được $ 28.500, và thu nhập trung bình cho một gia đình là 34.345 USD. Nam giới có thu nhập trung bình 31.294 Mỹ kim so với 17.738 $ cho phái nữ. Thu nhập trên đầu cho các quận được $ 13.381. Giới 15,50% gia đình và 19,10% dân số sống dưới mức nghèo khổ, trong đó có 24,40% những người dưới 18 tuổi và 17,30% có độ tuổi từ 65 trở lên. 